# 차미
차미는 대한민국의 뮤지컬 작품이다. 주인공 차미호가 만든 SNS속 인물 차미(Cha_me)가 현실로 나와 차미호와 마주친다는 줄거리를 담고 있다.